# Савич, Платон Александрович
Платон Александрович Савич (1818—1883) — генерал-лейтенант русской императорской армии.

## Биография
Родился 16 (28) августа 1818 года в семье отставного подполковника, служившего в ведомстве Придворного экипажного комитета, Александра Яковлевича Савича.
Первое офицерское звание получил 27 июля 1837 года после окончания 2-го кадетского корпуса. Служил по полевой пешей артиллерии. 
В 1854 году был произведён в полковники, 8 ноября 1862 года — в генерал-майоры. Начальник артиллерии Виленского военного округа, затем — Варшавского военного округа. В 1865 году награждён орденом Св. Владимира 3-й степени, в 1866 году получил орден Св. Станислава 1-й степени и майоратное имение в Царстве Польском, в 1868 году награждён орденом Св. Анны 1-й степени. В генерал-лейтенанты был произведён 30 августа 1870 года.
В сентябре 1882 года вышел в отставку. Умер 11 (23) марта 1883 года и был похоронен на Вольском православном кладбище в Варшаве.
Был женат на дочери князя А. А. Щербатова, Елизавете Александровне, сестре С. А. Щербатова.